# لوري تيلمان
لوري تيلمان (بالفرنسية: Laury Thilleman)‏ (ولدت في 30 يوليو 1991) صحفية و عارضة أزياء، مقدمة تلفزيونية، وممثلة فرنسية، وحاملة لقب ملكة جمال سابقة بعدما توجت بمسابقة ملكة جمال فرنسا 2011 في 04 ديسمبر 2010, ومثلت بلدها فرنسا في مسابقة ملكة جمال الكون 2011 .

## روابط خارجية
- Official Laury Thilleman website